# Séraphine (Film)
Séraphine ist eine französisch-belgische Filmbiografie von Martin Provost aus dem Jahr 2008 über die Malerin Séraphine Louis (1864–1942). In der Titelrolle ist Yolande Moreau zu sehen, die für ihre Darstellung zahlreiche Auszeichnungen erhielt.

## Handlung
Der deutsche Kunstsammler Wilhelm Uhde siedelt 1912 von Paris in die französische Provinzstadt Senlis über, um sich vom hektischen Großstadtleben zu erholen und in Ruhe schreiben zu können. Seine neue Putzfrau Séraphine Louis, eine unscheinbare Frau in mittleren Jahren, ist sehr eigenwillig, spricht mit Bäumen und wird in Senlis für ihre Eigenheiten von den meisten belächelt. Eines Tages findet Uhde ein Bild, das Séraphine in ihrer Freizeit gemalt hat. Er ist sofort von ihrem ungewöhnlichen Stil überzeugt und will sie unbedingt fördern, wie er es bereits mit Pablo Picasso und Henri Rousseau getan hat.
Als jedoch der Erste Weltkrieg ausbricht, müssen Uhde und seine Schwester Anne-Marie nach Deutschland fliehen. Erst 1927 kehrt Uhde nach Frankreich zurück, um seine Kunstsammlung, die er zurücklassen musste, wieder in Besitz zu nehmen. Uhde, der inzwischen mit Helmut Kolle zusammenlebt und seinen Geliebten mit aller Kraft fördert, ist sich sicher, dass Séraphine bereits verstorben ist. In einer Kunstausstellung in Senlis entdeckt er ihre Arbeiten und findet schließlich auch die mittlerweile 63-Jährige wieder. Séraphine, die besonders gern Blumen und Früchte malt, hat sich in ihrem Stil inzwischen weiterentwickelt, muss jedoch weiterhin als einfache Putzfrau arbeiten. Als Gönner verschafft ihr Uhde Zugang zur etablierten Kunstszene und bietet ihr zudem einen höheren Lebensstandard.
Als jedoch die Große Depression einsetzt, kann Uhde ihre Bilder nicht in Paris ausstellen und auch nicht länger ihren nunmehr verschwenderischen Lebensstil finanzieren. In der Folgezeit entwickeln sich Séraphines Eigenheiten zu Obsessionen und sie beginnt, allmählich verrückt zu werden. Ihre Nachbarn rufen schließlich die Polizei. Séraphine wird daraufhin in eine psychiatrische Heilanstalt eingewiesen, wo sie den Rest ihres Lebens verbringt. Uhde besucht sie und versucht mit ihr zu sprechen, doch die Ärzte raten ihm davon ab, da ihrer Meinung nach die Kunst Séraphine in den Wahnsinn getrieben habe. Uhde sorgt dafür, dass Séraphine das beste Zimmer in der Einrichtung erhält, von wo aus sie weiterhin Zugang zur Natur hat, die sie stets inspirierte.

## Hintergrund
Séraphine Louis, die auch unter dem Namen Séraphine de Senlis bekannt ist, zählt in Frankreich neben Henri Rousseau zu den bedeutendsten Vertretern der Naiven Kunst. Regisseur Martin Provost wurde von einer Freundin, die als Produzentin bei dem Radiosender France Culture tätig war, auf die Malerin aufmerksam gemacht. Nach ersten Recherchen im Internet beschloss Provost, Séraphines Leben und künstlerisches Wirken zu verfilmen. Ein über Séraphine verfasster Aufsatz der Psychoanalytikerin Françoise Cloarec, die mit Wilhelm Uhdes Schwester Anne-Marie bekannt war und von dieser Briefe und andere Dokumente erhalten hatte, diente Provost als Hauptquelle für das von ihm und Marc Abdelnour geschriebene Drehbuch. Beim Schreiben des Drehbuchs legte Provost besonders Wert darauf, das Leben der Malerin „nicht als Abfolge von starken Momenten zu ‚erzählen‘“, sondern „die Erzählung an kleinen Nichtigkeiten entlang zu spinnen […] und so kleine Rätsel zu schaffen“. Auch die „überraschende, zwiespältige und keusche Beziehung“ zweier Außenseiter wie Séraphine und Wilhelm Uhde sollte ein zentrales Thema werden. Zur Herangehensweise meinte Provost ferner:

„Unsere Arbeit bestand ja genau in dieser Gratwanderung, es sich nicht zu einfach zu machen und in Gefühligkeit und Hysterie zu verfallen, wie es oft geschieht, wenn Wahnsinn im Film dargestellt wird. Also eher streichen als hinzufügen und von Anfang an unserer gemeinsamen Vision der Figur treu bleiben: ihrem anspruchsvollen Werdegang, ihren Schwächen, ihrem Mut, kurz, allem was uns an Séraphine beeindruckt und bewegt hat.“

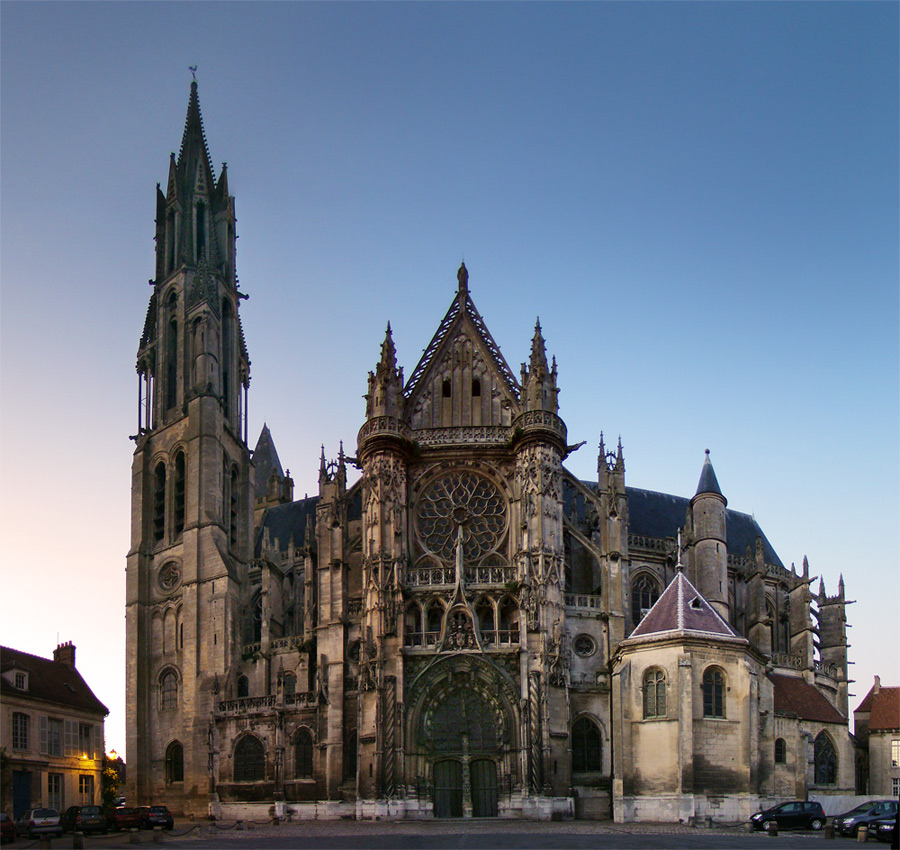
Die Kathedrale von Senlis, ein Schauplatz des Films

Die Dreharbeiten fanden unter anderem in den französischen Orten Senlis, Crécy-la-Chapelle und Dampsmesnil statt. Das Budget lag bei 3,6 Millionen Euro. Die belgische Schauspielerin Yolande Moreau stand laut Provost von Anfang an für die Titelrolle fest. Beim Dreh bestand Provost auf schlichte Ausstattung, Kostüme und Beleuchtung und „so wenig Effekte wie möglich“, um ein zurückhaltendes Porträt der Malerin zu gestalten, damit „der Zuschauer sich frei mit ihr bewegen“ könne. Die Kostüme wurden in Grün, Blau und Schwarz gehalten. Lediglich Séraphines Bilder sollten warme Farben zeigen. Provost wollte zudem nicht zu viele Schnitte oder unnötige Kamerabewegungen.
Séraphine feierte am 7. September 2008 auf dem Toronto International Film Festival Premiere. In Frankreich, wo Séraphine am 1. Oktober 2008 in die Kinos kam, wurde der Film ein Kritiker- und Publikumserfolg und erhielt sieben Césars, unter anderem in der Kategorie Bester Film. In Deutschland wurde die Filmbiografie erstmals am 11. November 2008 bei den Französischen Filmtagen Tübingen-Stuttgart gezeigt. Weltweit konnte der Film insgesamt 9,3 Millionen Dollar an den Kinokassen einspielen. Im Zuge seiner Veröffentlichung wurden Séraphines Bilder im Musée Maillol nach über 60 Jahren erstmals wieder in einer Einzelausstellung in Paris gezeigt.
Im Jahr 2009 erhob der französische Kunsthistoriker Alain Vircondelet einen Plagiatsvorwurf gegen die Produzenten des Films und Martin Provost. Es seien Passagen aus Vircondelets Biografie über Séraphine ohne seine Erlaubnis in das Drehbuch aufgenommen worden. Der Fall wurde vor Gericht gebracht. Das Urteil fiel im November 2010. Demnach wiesen neun Stellen im Drehbuch eine starke Ähnlichkeit im Wortlaut auf. Aufgrund dieser Urheberrechtsverletzung mussten die Produktionsfirma TS Productions und Provost neben den Gerichtskosten eine Entschädigung von 25.000 Euro an Vircondelet und weitere 25.000 Euro an Vircondelets Verlag Albin Michel zahlen.

## Kritiken
Le Nouvel Observateur bezeichnete den Film als „perfekt vollendetes Werk“, dessen Bildkomposition und Lichtsetzung „bisweilen an die Gemälde der großen flämischen Meister“ erinnern würden. Le Monde zufolge zeige sich Yolande Moreau im Film „von ihrer besten Seite“. Man dürfe jedoch „nicht die Leistung des deutschen Schauspielers Ulrich Tukur vergessen“. Das Lexikon des internationalen Films befand, dass der Film „[b]estechend fotografiert und brillant gespielt“ sei. Er zeige „das Anmaßende des zeitgenössischen Denkens auf und unterzieht die historische Idee einer ‚unverfälschten Ursprünglichkeit‘ einer grundlegenden Revision“.
Für Cinema war Séraphine ein „unspektakulärer Film, der seine Geschichte in ruhigen Bildern und ohne Pathos erzählt“. Prisma wies auf „Schwächen in der Inszenierung“ hin. Dennoch sei „Regisseur Martin Provost ein interessantes Porträt der nahezu unbekannten Künstlerin Séraphine Louis gelungen“. Diese gelte „als eine wichtige, weil frühe Vertreterin der ‚Naiven Kunst‘“, die im Film „von Yolande Moreau überzeugend dargestellt“ werde. A. O. Scott von der New York Times kam zu dem Schluss, dass der Film „den Klischees des Genres“ entkomme. Moreaus Spiel sei „leidenschaftlich, humorvoll und herzzerreißend“.

## Auszeichnungen
César 2009
Gewonnen:
- Bester Film

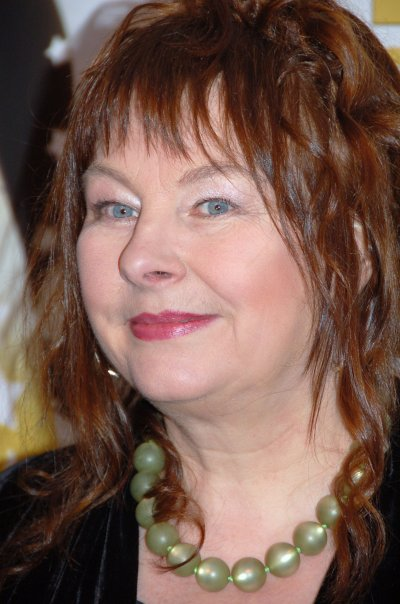
Yolande Moreau bei der Verleihung des Étoile d’Or 2009

- Beste Hauptdarstellerin (Yolande Moreau)
- Beste Kamera (Laurent Brunet)
- Beste Filmmusik (Michael Galasso)
- Beste Kostüme (Madeline Fontaine)
- Bestes Szenenbild (Thierry François)
- Bestes Originaldrehbuch (Marc Abdelnour, Martin Provost)

Nominiert:
- Beste Regie (Martin Provost)
- Bester Ton (Philippe Vandendriessche, Emmanuel Croset, Ingrid Ralet)

Cairo International Film Festival
- Preis in der Kategorie Beste Darstellerin (Yolande Moreau)

Chlotrudis Award
- Nominiert in der Kategorie Beste Hauptdarstellerin (Yolande Moreau)

Dublin Film Critics Circle Award
- Beste Hauptdarstellerin (Yolande Moreau)

Étoile d’Or
- Beste Hauptdarstellerin (Yolande Moreau)

Europäischer Filmpreis 2009
- Nominiert in der Kategorie Beste Darstellerin (Yolande Moreau)

Film Fest Gent
- Nominiert für den Grand Prix in der Kategorie Bester Film

Globes de Cristal
- Nominiert in der Kategorie Beste Hauptdarstellerin (Yolande Moreau)

Los Angeles Film Critics Association Award
- Beste Hauptdarstellerin (Yolande Moreau)

National Society of Film Critics Award
- Beste Hauptdarstellerin (Yolande Moreau)

Newport Beach Film Festival
- Jury Award in der Kategorie Bester Film
- Jury Award in der Kategorie Beste Regie (Martin Provost)
- Jury Award in der Kategorie Bestes Drehbuch (Martin Provost)
- Jury Award in der Kategorie Beste Darstellerin (Yolande Moreau)
- Jury Award in der Kategorie Bester Darsteller (Ulrich Tukur)

Prix Lumières
- Beste Darstellerin (Yolande Moreau)

Scottsdale International Film Festival
- Publikumspreis (Martin Provost)

Women Film Critics Circle Award
- Bester ausländischer Film von oder über Frauen

## Deutsche Fassung
Die deutsche Synchronfassung entstand bei der Studio Hamburg Synchron nach dem Dialogbuch von Beate Klöckner, die auch die Dialogregie übernahm.
| Rolle           | Darsteller       | Synchronsprecher  |
| --------------- | ---------------- | ----------------- |
| Séraphine Louis | Yolande Moreau   | Marion Martienzen |
| Wilhelm Uhde    | Ulrich Tukur     | Ulrich Tukur      |
| Anne-Marie Uhde | Anne Bennent     | Anne Bennent      |
| Madame Duphot   | Geneviève Mnich  | Micaëla Kreißler  |
| Helmut Kolle    | Nico Rogner      | Nico Rogner       |
| Minouche        | Adélaïde Leroux  | Mia Diekow        |
| Duval           | Serge Larivière  | Volker Bogdan     |
| Mutter Oberin   | Françoise Lebrun | Karin Lieneweg    |